# Kościół w Hejde
Kościół w Hejde – świątynia należąca do diecezji Visby Kościoła Szwecji. Znajduje się w środkowej części Gotlandii.

## Architektura
Najstarszymi częściami tego kościoła, wzniesionymi w połowie XIII wieku, są wieża i nawa. Prezbiterium powstało około 100 lat później i zastąpiło poprzednie, mniejsze, romańskie. Planowano powiększyć nawę i wieżę, jednak planów tych nie zrealizowano. Zakrystia pochodzi z 1795 roku. Kościół przeszedł renowację w latach 1935-1936 oraz w 1976 roku, a także w latach 1985-1986.
Południowa ściana kościoła posiada dwa ozdobne portale. Jeden z nich (ten w prezbiterium) stanowi perełkę architektoniczną Gotlandii. Dach kościoła podtrzymują sklepienia krzyżowo-żebrowe, co jest rzadkością w tutejszych świątyniach. Dach jest dwuspadowy.

## Wnętrze

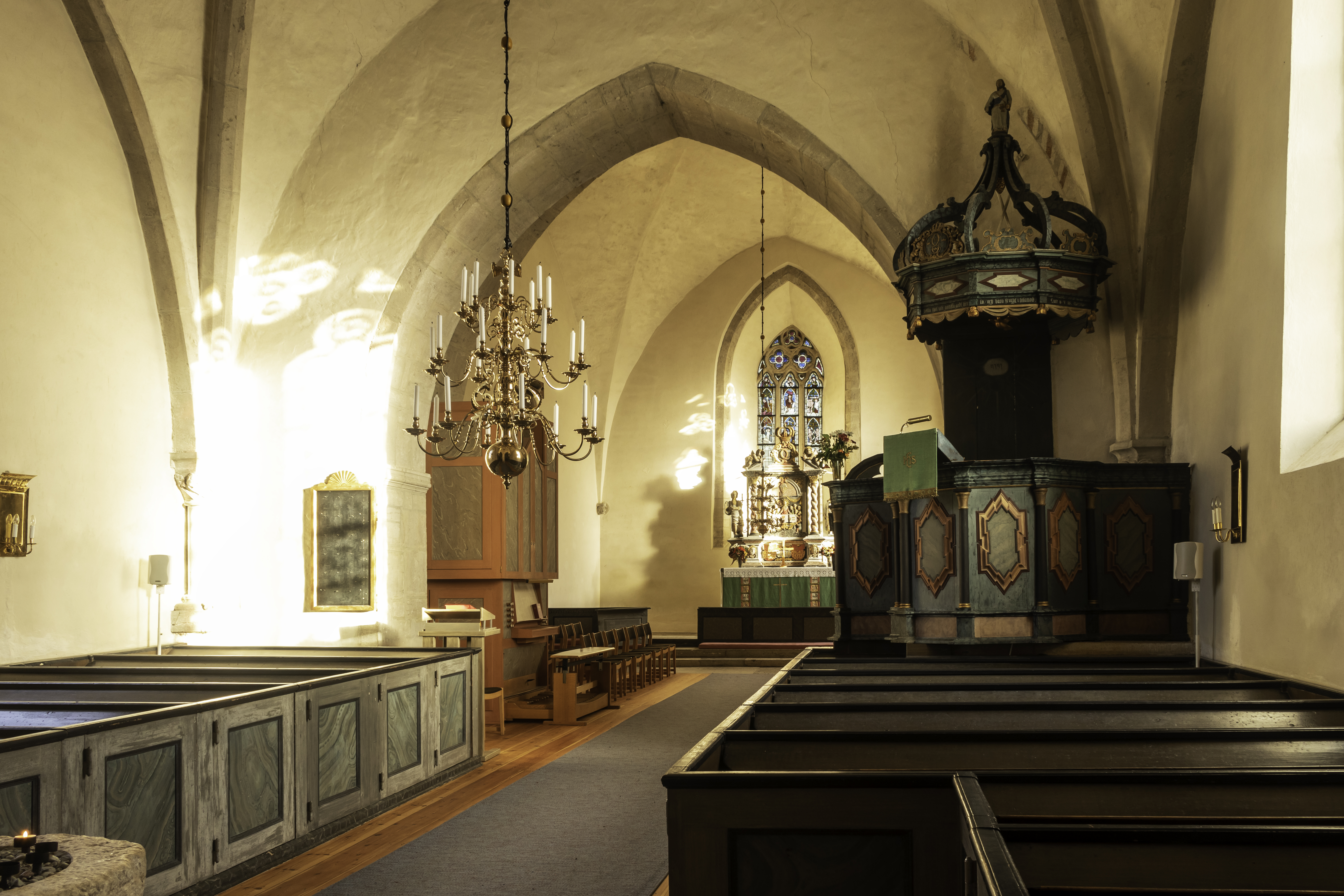
Wnętrze

Wnętrze kościoła zdobią freski z XIII i XIV wieku. W oknach zachowały się średniowieczne witraże, pochodzące prawdopodobnie z drugiej połowy XIV wieku. Chrzcielnica autorstwa Bizantiosa datowana jest na XII wiek, a krzyż triumfalny na XVI wiek. Ołtarz wykonano z piaskowca, a mieszcząca się w nim płaskorzeźba ostatniej wieczerzy powstała w 1684 roku w Burgsviku, na południu Gotlandii. Ambonę datuje się na początek XVIII wieku. W prezbiterium stoi ławka z XVII wieku.